# 타미네 밀라니
타미네 밀라니(페르시아어: تهمینه میلانی, 영어: Tahmineh Milani, 1960년 9월 6일 ~ )는 이란의 영화 감독, 영화 각본가, 영화 제작자이다. 이란 사회 내 여성에 대한 전통적, 관습적 규범과 인식에 대해 비판적인 견지를 보이는 작품 행보를 보여왔다. 2001년 영화 《숨겨진 반쪽》이 이란 혁명에 대해 반하는 메시지를 지녔다는 이유로 타미네는 수감되기도 했으나, 이란 안팎의 수많은 영화인들의 석방 요구로 수감 8일 후 석방되었다. 수감 이후에도 타미네는 굴하지 않고 꾸준히 행보를 이어나가 많은 여성 운동가들에게 귀감이 되었다.

## 작품 목록
- 두 여인 (1999)
- 다섯 번째 반응 (2003)
- 숨겨진 반쪽 (2001)
- 언원티드 우먼 (2005)
- 연애열전 (2006)
- 슈퍼스타 (2008)
- 프린서플 (2011)